# Интернет в Японии
Интернет в Японии, Японский интернет (яп. 日本のインターネット нихон но инта:нэтто) — часть Интернета преимущественно на территории Японии с основным контентом на японском языке. Национальным доменом верхнего уровня для Японии является .jp. С 2013 года существует отдельный домен верхнего уровня .tokyo для организаций и граждан, связанных со столицей страны. 

## История
В Японии компания Nippon Telegraph and Telephone (NTT) планировала процесс перехода от dial-up (56 кбит/сек) и ISDN (64 кбит/сек) к домашней волоконно-оптической связи (FTTH). Для этого, NTT прежде всего продал линии ISDN частных пользователей, так как корпоративные пользователи иногда требовали пропускать ISDN полностью и немедленно модернизировать сеть к все ещё дорогому в то время обслуживанию FTTH. В конце 1990-х операторы кабельного телевидения начали предлагать свои собственные широкополосные услуги, но относительно высокие цены на подключение и более дешевые альтернативы ограничили её распространение.
Переход к технологии ADSL был начат компанией Tokyo Metallic в 1999. После этого компания NTT и некоторые другие сопровождаемые компании, тоже начали переходить на ADSL. В 2001 медиакорпорация SoftBank начала подключать абонентов по ADSL (12 Mbit/s). Это было настоящим бумом, потому что цена была около 3000 йен (30 $), то есть в два раза дешевле, чем стоимость аналогичного тарифа у других компаний. Агрессивность маркетинговой политики компании привела к завоеванию большой доли рынка. Конкуренты и Softbank начали вести настоящую ценовую войну. Каждый старался понизить цены, при этом предлагая все более высокие скорости своих услуг (12 Mbit/, 24 Mbit/s, 50 Mbit/s), чтобы соблазнить клиентов. В 2004 году Япония имела лучшую стоимость услуг доступа в Интернет в мире по технологии ADSL (35 $), которая держалась ещё несколько следующих лет.
В то же самое время, NTT и коммуникационные компании расширяют область волоконно-оптической сети (FTTH). В большинстве областей Токио люди могут использовать доступ в интернет по технологии FTTH (100 Mbit/s, 50US$), но ADSL остается все ещё господствующей тенденцией. Однако большие скидки и бесплатная установка повышают рейтинг компании и привлекают новых абонентов. Многие новые квартиры сразу строятся с учётом будущего подключения именно к волоконно-оптическим сетям и не располагают телефонными коммуникациями. В 2005 году компания Kansai Electric Power начала предоставлять доступ в Интернет на скорости 1 Gbit/s по FTTH по цене 8700 йен (90 $).
В сентябре 2000 года MIC (Министерство Коммуникаций) позволило должностным лицам компании Nippon Telegraph and Telephonер многократное телекоммуникационное использование операторов связи от центрального офиса телефонной станции до помещения клиента. Цена была установлена, полагая, что затраты линии были покрыты голосовой телефонией. Альтернативные операторы могли только поддерживать возрастающее обязательство перед клиентами относительно затрат к функциям своих услуг, которые не предлагали ничего нового. В бюджете 2004 года частичное использование операторов связи стоило 120 йен в месяц и 1,300 йен в месяц для полного использования.
В 2000 правила для операторов хостинга внутри NTT обозначили качество обслуживания и сроки предоставления услуг. В 2001 NTT были обязаны использовать операторов связи в оптической сети. Наконец, запретили дочерним компаниям NTT East и NTT West предлагать услуги доступа в Интернет.
Softbank, главная в группе компаний Nippon ISP, начали в 2001 обслуживание DSL сервиса «Yahoo! BB» и в широком масштабе вкладывать капитал в технологию DSL, чтобы в 2003 стать самым крупным оператором DSL, предоставляющим Интернет физическим лицам.
В 2004, 52,1 % домашних хозяйств имели доступ в Интернет, и больше чем половина из них использовали широкополосную сеть.
В марте 2005 DSL имела больше чем 13.6 миллионов клиентов. Параллелизм FTTH стал ещё более силен. Наиболее сильным был самый прибыльный оператор TEPCO (Tokyo Electric Power Company), присоединенной к KDDI и NTT. Три миллиона клиентов были переведены на FTTH в марте 2005, и это могло вытеснить DSL в 2007 согласно исследованию компании Yano Research (Рынок FTTH в Японии и её будущие перспективы, 1 сентября 2005).
Японскую модель развертывания волоконной сети трудно сравнить с другими рынками. Последний километр часто делается в воздушной манере на опорах, разделенных между операторами. Эта техника распределения уменьшает уязвимость от землетрясений и понижает затраты построения.
Уникальная проблема, стоящая перед широкополосной ситуацией Японии, состоит в том, что из-за популярности FTTH, операторы изо всех сил пытаются поддержать достаточную ширину полосы пропускания, чтобы позволить пользователям наслаждаться качественным Интернетом. Даже крупнейшие операторы имеют мощности только для десятков гигабит, учитывая, что клиенты волоконной сети могут использовать тысячи, если не больше. Эта проблема вызвана маршрутизацией за пределами сети. Оценка общей скорости, основанная на данных, собранных в мае 2007 года Министерством Внутренних Дел и Коммуникаций (Ministry of Internal Affairs and Communications), приблизительно 720 Gbit/s (в обе стороны), и полагают, что к маю 2008, общий трафик превысит 1 Tbps.